# Le Fils de personne
Pour l’article homonyme, voir Fils de personne.
Pour plus de détails, voir Fiche technique et Distribution.
Le Fils de personne (titre original : I figli di nessuno) est un film franco-italien réalisé par Raffaello Matarazzo et sorti en 1951.

## Synopsis
En Italie, l'aristocratique et richissime famille Canali est propriétaire d'une carrière de marbre. C'est le séduisant fils Guido qui s'occupe de son exploitation. Guido et Luisa, fille de l'un de ses employés, tombent réciproquement amoureux et font des projets de mariage. La tyrannique comtesse Canali n'entend pas que son fils puisse compromettre la famille avec une roturière. Sans aucun état d'âme, elle va user de tous les stratagèmes pour mettre fin à leur liaison. Quand elle apprend que Luisa est enceinte, elle dissimule l'évènement à Guido en expédiant illico celui-ci en Angleterre où elle a arrangé à son insu son mariage avec une noble héritière. Elle intercepte ensuite toutes les lettres que Guido envoie à Luisa qui vient à penser que son amant l'a abandonnée tandis que Guido la croit morte. Luisa donne naissance à un garçon et l'existence de ce bâtard insupporte tellement la comtesse qu'elle organise son enlèvement puis simule sa disparition dans un incendie. Luisa, désespérée, entre au couvent et prend le voile sous le nom de sœur Addolorata...

## Thèmes et contexte
Un classique du mélodrame. Remake des versions de 1921 et 1943, immense succès qui engendra une suite avec la même équipe gagnante : le réalisateur Raffaello Matarazzo et son couple vedette, Amedeo Nazzari, archétype du latin lover, et Yvonne Sanson, pulpeuse mater dolorosa, duo mythique d'un genre cinématographique qui fit pleurer dans les chaumières italiennes durant près d'une décennie. On a droit, en plus, à la prestation de Françoise Rosay en odieuse et dévastatrice « madre » prête à toutes les vilenies pour sauvegarder sa noble lignée.

## Fiche technique
- Titre original : I figli di nessuno
- Titre français : Le Fils de personne
- Réalisation : Raffaello Matarazzo
- Scénario : Aldo De Benedetti, Raffaello Matarazzo d'après le roman I figli di nessuno de Ruggero Rindi et un opéra de Luigi Bernardo Salvoni
- Décors : Ottavio Scotti, Gino Brosio
- Costumes : Franca Modiano
- Photographie : Rodolfo Lombardi
- Son : Carlo Zama
- Montage : Mario Serandrei
- Musique : Salvatore Allegra
- Production : Goffredo Lombardo
- Sociétés de production : Labor Films, Titanus (Italie)
- Sociétés de distribution : Les Films Marceau (France), Cocinor (France), Mondadori Video (Italie), 01 Distribution (Italie)
- Pays d'origine :  France,  Italie
- Langue de tournage : italien
- Format : noir et blanc — 35 mm — 1.37:1 — monophonique (RCA Sound System)
- Genre : mélodrame
- Durée : 89 minutes
- Dates de sortie : 
  - Italie 22 novembre 1951
  - France : 12 décembre 1952
- Classification CNC : tous publics (visa d'exploitation no 13232 délivré le 28 novembre 1952)

## Distribution
- Amedeo Nazzari : Guido

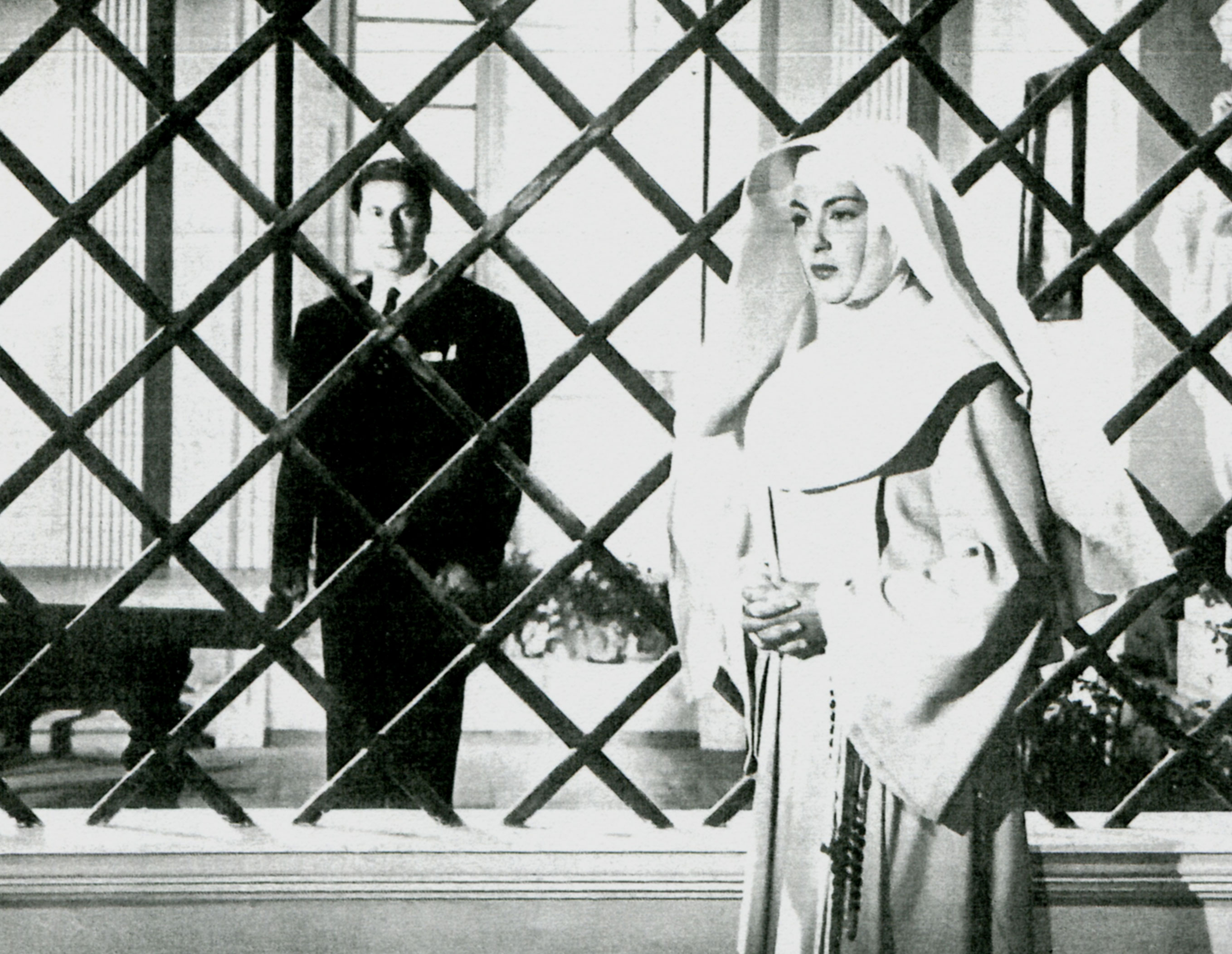
Amedeo Nazzari et Yvonne Sanson dans une scène du film.

- Yvonne Sanson (voix italienne : Dhia Cristiani) : Luisa/sœur Addolorata
- Françoise Rosay : la comtesse Canali
- Folco Lulli : Anselmo Vannini
- Enrico Olivieri : Bruno

## Vidéographie
- (it) I figli di nessuno de Raffaello  Matarazzo, 01 Distribution, 16 juin 2010, DVD-9 PAL zone 2 Dolby Digital [présentation en ligne] : VO uniquement (www.ibs.it)